# Sainte-Geneviève-lès-Gasny
 Sainte-Geneviève-lès-Gasny  là một xã của tỉnh Eure, thuộc vùng Normandie, miền bắc nước Pháp.